# L'Idée de la décentralisation
 (avril 2022).
 (avril 2022).
- Si vous ne connaissez pas le sujet, laissez ce bandeau (vous pouvez alors contacter les auteurs).
- Si vous supprimez le contenu mis en cause (vous pouvez préalablement contacter les auteurs),

argumentez précisément cette suppression dans la page de discussion
(un manque de référence n'est pas un argument ; une recherche réelle de référence doit avoir été effectuée, être formellement documentée).
L'Idée de la décentralisation est un opuscule politique du journaliste et homme politique français Charles Maurras, membre du Félibrige puis journaliste et directeur de L'Action française, publié en février 1898. 

## Présentation
Dans ce livre, Maurras établit la synonymie de « décentralisation » avec le « fédéralisme » sans confondre les deux car la décentralisation n'est que le moyen pour parvenir à une situation fédérale.  
Le livre est spécifiquement dédié à Auguste Comte, Frédéric Le Play, Ernest Renan et Hippolyte Taine. Il salue aussi les officiers de l'armée française en prise avec l'affaire Dreyfus. Maurras reprend à son compte la thèse développée par Maurice Barrès dans Les Déracinés en 1897 en la reliant à l'affaire Dreyfus au motif que les Juifs seraient favorables au centralisme pour affaiblir la France. 
Dans les premières pages, Maurras fait le bilan des précédents défenseurs de la décentralisation parmi lesquels Tocqueville, Proudhon, Louis-Xavier de Ricard ou encore Maurice Barrès. 
Depuis sa participation à la Déclaration des Jeunes Félibres fédéralistes de 1892, la critique du jacobinisme a mûri. L'historien Martin Motte observe que l'auteur aborde le problème du jacobinisme non plus « du point de vue de l'identité provençale, mais du point de vue du nationalisme français ». 
Maurras entend déconstruire l'idée reçue que la centralisation garantirait la stabilité et l'efficacité politique. En effet, malgré le centralisme, la France du XIXème siècle a connu cinq changements de régime et a été écrasée en 1870 par une Allemagne confédérale. De plus, le centralisme a pour corollaire une conception cosmopolite de l'éducation qui consisterait à déraciner l'enfant de ses déterminismes familiaux, ethniques, sociaux et intellectuels. Cela se traduit notamment par l'interdiction de l'enseignement des langues régionales. 
Maurras affirme qu'un État qui s'occupe de tout en finit par délaisser ses fonctions régaliennes et qu'un peuple à qui l'on refuse le droit d'administrer sa vie quotidienne finit par se retrouver mêlé à des discussions de haute politique auxquelles il n'entend rien. Maurras préfère la synergie d'un « pouvoir central durable » et des « libertés locales très étendues ». Ces dernières sont jugées « indispensables à la santé morale et mentale de la société française » au motif qu'elles lui rendraient « goût de l'initiative, sens des responsabilités et fierté de soi ». L'individu est le noyau du premier cercle communautaire. L'historien Stéphane Giocanti décèle dans sa définition de la décentralisation une « originalité proprement mistralienne de son idée, c'est qu'elle ne se réduit pas à un projet de découpage programmé, et qu'elle évoque une dynamique applicable aussi bien à la région, à la commune ou à l'arrondissement, dépassant la définition juridique de la territorialité administrative pour s'intéresser à la réalité politique du citoyen ». Pour autant, la décentralisation n'est pas une simple déconcentration des pouvoirs de l'État. 
Enfin, Maurras n'exclue pas l'ouverture au monde dans un « universalisme respectueux du divers ». 

« Pour rêver de la monarchie universelle et pour s'élever jusqu'à la sphère métaphysique de la cité de Dieu, Dante n'en est pas moins l'exact citoyen de Florence ; Sophocle l'Athénien et Sophocle l'universel ne sont pas deux figures contraires qui s'excluent, mais bien le même personnage. Et ainsi de Goethe à Weimar, dans la mesure où il atteignit au génie classique. »

— Charles Maurras
Maurras oppose la notion d'enracinement à la croyance cosmopolite que l'univers tendrait à s'unifier. D'après Martin Motte, l'histoire donne plutôt raison à Maurras jusqu'ici car le monde est passé successivement de 53 États indépendants en 1914, à 74 en 1945 à plus de 190 aujourd'hui : « en l'occurrence, Maurras a vu plus juste que les grands géopoliticiens de son temps, les Ratzel, les Kjellén, Mahan et Haushofer, qui tablaient tous sur la poursuite du processus de concentration spatiale ».

« L'harmonie désirée du monde ne peut consister qu'en un ordre meilleur des variétés existantes, nullement en leur suppression. »

— Charles Maurras

## Postérité
Pour Frédéric Rouvillois, Maurras apparaît « comme celui qui synthétisé, ordonné, et au fond inventé ce néo-fédéralisme conservateur qui, notait le doyen Vedel, est l'un des plus profonds qui soient ».
Cet opuscule est une des références magistrales de Jean Charles-Brun dans Le Régionalisme publié en 1911 et pour Maurice Barrès dans Scènes et doctrines du nationalisme sorti en 1902.